# Johann Crüger

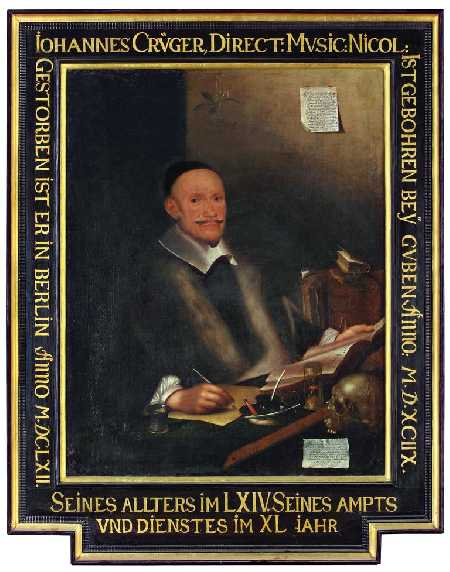
Johann Crüger; Gedächtnisbild in der Nikolaikirche von Michael Conrad Hirt

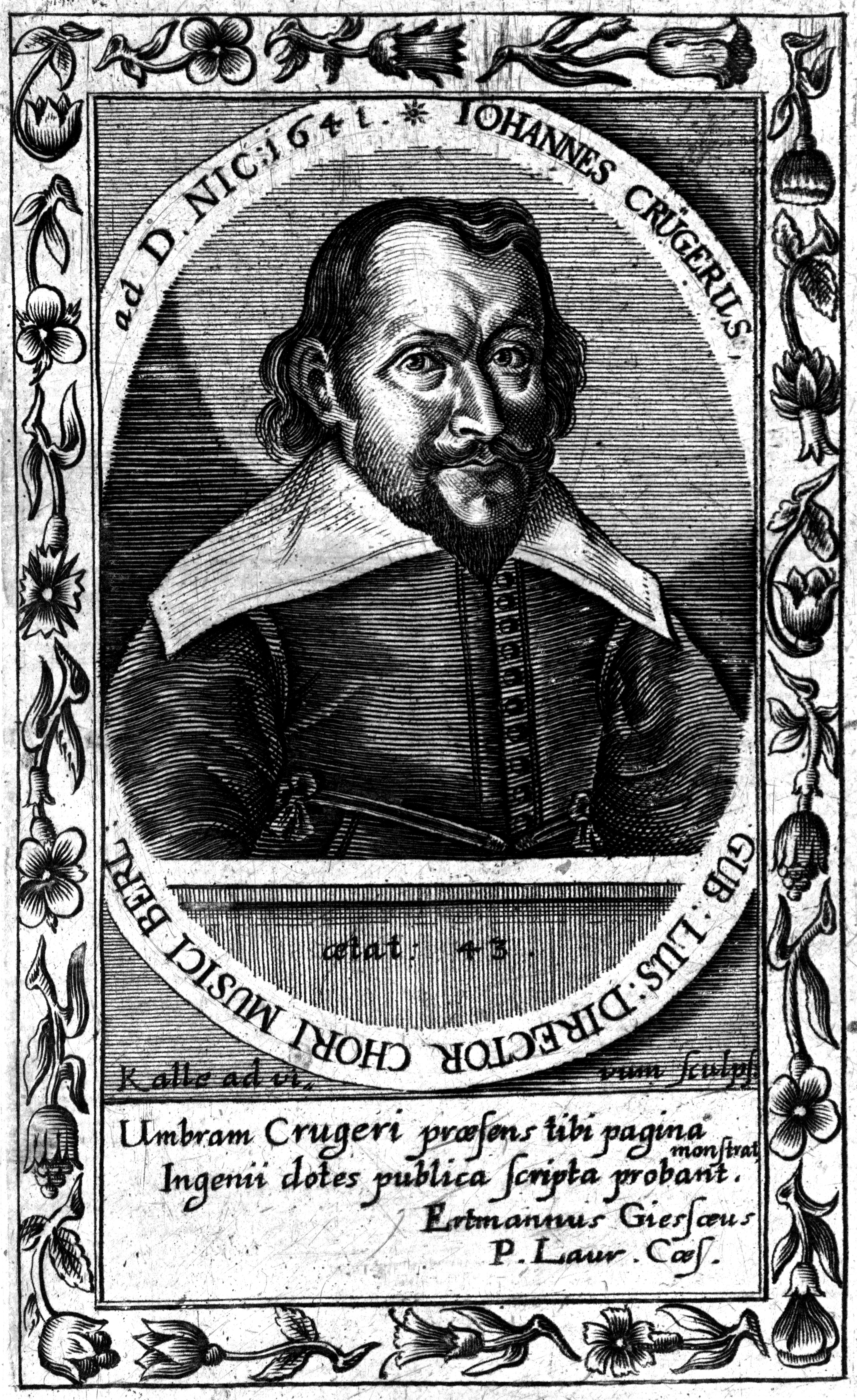
Johann Crüger, Stich von Albrecht Christian Kalle, 1641

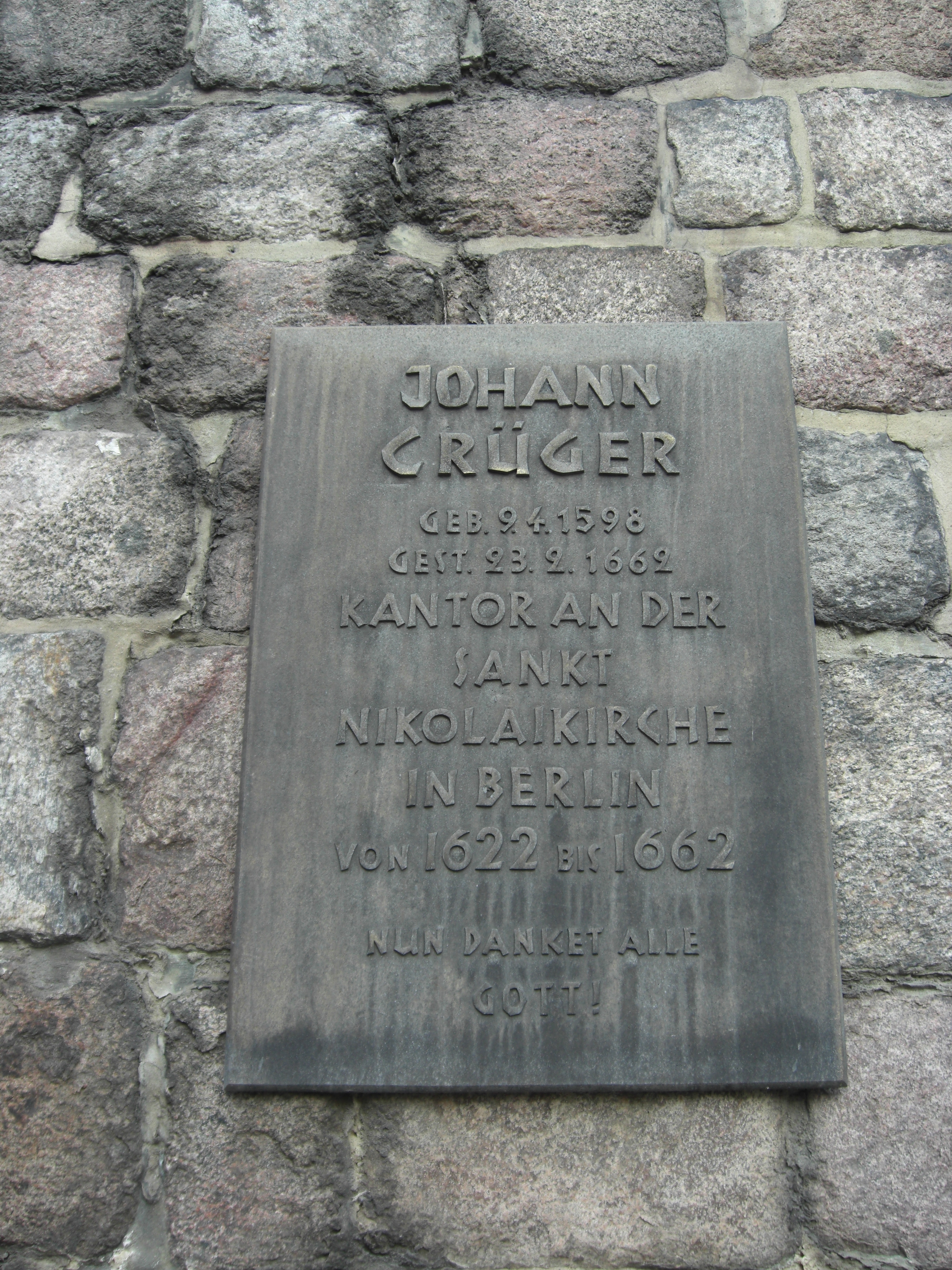
Gedenktafel für Johann Crüger, Sankt Nikolaikirche, Berlin-Mitte

Johann Crüger (sorbisch Jan Krygaŕ, * 9. Apriljul. / 19. April 1598greg. in Groß Breesen; † 23. Februarjul. / 5. März 1662greg. in Berlin) war ein Komponist bekannter protestantischer Kirchenlieder.

## Leben
Johann Crüger wurde in der Nähe von Guben in der Niederlausitz geboren, einem Mischgebiet sorbischer und deutscher Sprache und Kultur. Es wird daher vermutet, dass Crüger sorbische Wurzeln hatte, gesichert ist dies bislang nicht. Sein Vater Georg Crüger war Gastwirt, seine Mutter Ulrike geb. Kohlheim Pfarrerstochter. Bis 1613 besuchte er die Lateinschule in Guben.
Auf seiner anschließenden Wanderschaft über Sorau und Breslau gelangte er nach Regensburg, wo er eine erste musikalische Ausbildung bei Paulus Homberger (1560–1634) erhielt. Auf der weiteren Wanderung kam er 1615 nach Berlin, wo Crüger sich am Berlinischen Gymnasium zum Grauen Kloster auf das Theologiestudium vorbereitete. Ab 1620 studierte er Theologie an der Universität Wittenberg und bildete sich im Selbstunterricht musikalisch weiter. Von 1622 bis zu seinem Tode war er 40 Jahre lang Lehrer am Gymnasium Zum Grauen Kloster und gleichzeitig Kantor der St.-Nicolai-Kirche in Berlin.
Eine seiner Stieftöchter, Anna Maria Helena Aschenbrenner (* 1625), heiratete den Hofmaler Michael Conrad Hirt, der ihn auch porträtierte.

## Werk
Johann Crüger ist der Schöpfer zahlreicher Konzertwerke und musikpädagogischer Schriften. 1643 lernte er den berühmten Kirchenliederdichter Paul Gerhardt kennen, für den er verschiedene geistliche Lieder vertonte. 1640 gab er die Liedersammlung Newes vollkömliches Gesangbuch heraus. Ab der zweiten Ausgabe von 1647 erschien sie unter dem Titel Praxis Pietatis Melica (Übung der Frömmigkeit in Gesängen), die zum bedeutendsten evangelischen Kirchenliederbuch des 17. Jahrhunderts im deutschsprachigen Raum wurde. Allein zu Crügers Lebzeiten erschien dieses Werk – vielfach verändert und erweitert – in zehn Auflagen, von denen jedoch nicht alle Fassungen überliefert sind.
In den 1649 publizierten Geistlichen Kirchen-Melodien, konzipiert als Begleitbuch zu der ein Jahr zuvor erschienenen, heute verlorenen dritten Auflage der Praxis Pietatis Melica, finden sich 161 Choräle im meist vierstimmigen Kantionalsatz; bei 108 Nummern fügte Crüger zwei konzertierende Oberstimmen (Violinen oder Zinken) ad libitum hinzu. Allein in dieser Sammlung sind mehr als 20 Choralmelodien Kompositionen Crügers, darunter auch acht vertonte Gedichte seines Landsmanns Johann Franck, enthalten. Die kirchenmusikalische Bedeutung der Geistlichen Kirchen-Melodien liegt vor allem darin, dass Crüger hier einen neuen, instrumental unterstützten Typus des mehrstimmigen Gemeindechorals erschuf, den er 1657/58 in dem für den reformierten Brandenburgischen Hof konzipierten Doppelgesangbuch Psalmodia Sacra / Geistliche Lieder und Psalmen erneut und teilweise in erweiterter Form (4–5 Posaunen statt 2 Violinen) aufgriff und der bei den Kirchenliedkomponisten nachfolgender Generationen ein breites Echo fand.
Im aktuellen Evangelischen Gesangbuch finden sich, je nach Regionalausgabe, mindestens 18 seiner Melodien oder Chorsätze, darunter Wie soll ich dich empfangen, Lobet den Herren alle, die ihn ehren, Fröhlich soll mein Herze springen und Schmücke dich, o liebe Seele.
Johann Crüger verfasste mehrere musiktheoretische Lehrwerke, darunter die Synopsis Musica (1654) und die Musicae Practicae Praecepta brevia, & exercitia pro Tyronibus varia (1660).

## Werkausgaben
- Emanuel Christian Gottlob Langbecker (Hrsg.): Johann Crüger’s Choral-Melodien: aus den besten Quellen streng nach dem Original mitgetheilt, und mit einem kurzen Abrisse des Lebens und Wirkens dieses geistlichen Lieder-Componisten begleitet. Eichler, Berlin 1835 (Digitalisat in der Deutschen Digitalen Bibliothek).
- Holger Eichhorn, Martin Lubenow (Hrsg.): Johann Crüger - Kritische Edition ausgewählter Werke. Musiche Varie, Germersheim 2014.[6]
  - Band I: Geistliche Kirchenmelodien 1649. ISBN 978-3-9816780-1-7.
  - Band II: Geistliche Lieder und Psalmen 1657. ISBN 978-3-9816780-2-4.
  - Band III: Psalmodia Sacra 1658. ISBN 978-3-9816780-3-1.
- Burkard Rosenberger (Hrsg.): Johann Crügers 'Geistliche Kirchen-Melodien' (1649): Textkritische Edition (= Wissenschaftliche Schriften der WWU Münster: Reihe XVIII; Bd. 3). Monsenstein und Vannerdat, Münster 2014, ISBN 978-3-8405-0111-1 (Digitaler Volltext über den Hochschulschriftenserver der Westfälischen Wilhelms-Universität Münster).